# Schwaderloch
Schwaderloch (schweizertyska: Schwatterle) är en ort och kommun i distriktet Laufenburg i kantonen Aargau, Schweiz. Kommunen har 723 invånare (2023).